# Litoměřice
Litoměřice hörenⓘ (deutsch: Leitmeritz) ist eine Stadt in Tschechien und Sitz des Bistums Leitmeritz. Sie gehört zur Aussiger Region in Nordböhmen. Von 1852 bis 2002 hatte sie den Status Bezirksstadt des Okres Litoměřice. Das historische Stadtzentrum wurde 1978 zum städtischen Denkmalreservat erklärt.

## Geographische Lage
Die Stadt liegt südlich des Böhmischen Mittelgebirges auf 171 m n.m. am rechten Elbufer gegenüber der Mündung der Eger, etwa 58 Kilometer nordnordwestlich von Prag. Über die Elbe, die hier schiffbar ist, führt eine 550 m lange Brücke. Einige Hügel liegen im Stadtgebiet. Auf dem höchstgelegenen Teil befinden sich der Dom mit dem Domplatz, das Bischofspalais, Collegiatsgebäude und Teile der Prager Karls-Universität.
Westlich der Stadt erhebt sich der aussichtsreiche Radobýl (399 m), nordöstlich der bewaldete Geltschberg (725 m), an dessen Fuße sich der Kurort Lázně Jeleč (Bad Geltschberg) befindet.

## Stadtgliederung
Litoměřice besteht aus den Ortsteilen Litoměřice-město (Leitmeritz-(Kern-)Stadt), Pokratice (Pokratitz), Předměstí (Leitmeritz-Vorstadt) und Za nemocnicí (Spitalsviertel) Grundsiedlungseinheiten sind Biskupství, Dolní nádraží, Historické jádro-západ, Kocanda, Litoměřice-historické jádro, Mostka, Na cihelně, Na Šancích, Nad horním nádražím, Nad Pokraticemi, Nemocnice, Ohří ostrov, Palachova, Pod Mostkou, Pod Radobýlem, Pokratice, Pokratice-sídliště, Předměstí, Radobýl (Radebeul), Sídliště Cihelna, Sídliště Družba, Sídliště Svornost-východ, Sídliště Svornost-západ, Střelecký ostrov, U Richarda, U výstaviště, Za stadiónem, Za tratí und Želetice (Eisendörfel).
Das Stadtgebiet gliedert sich in die Katastralbezirke Litoměřice und Pokratice.

Karte von Leitmeritz von 1742

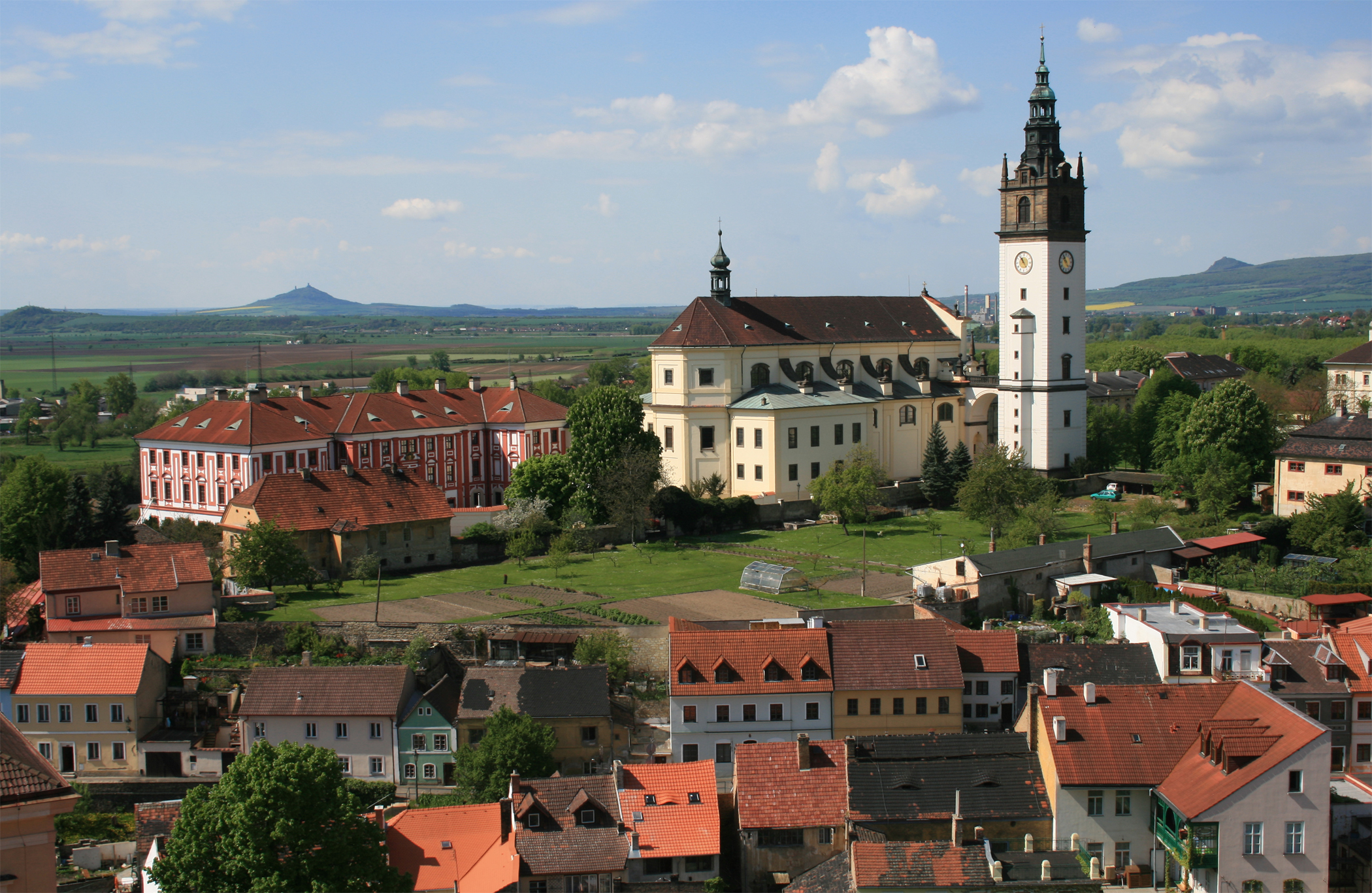
Altstadt mit Dom

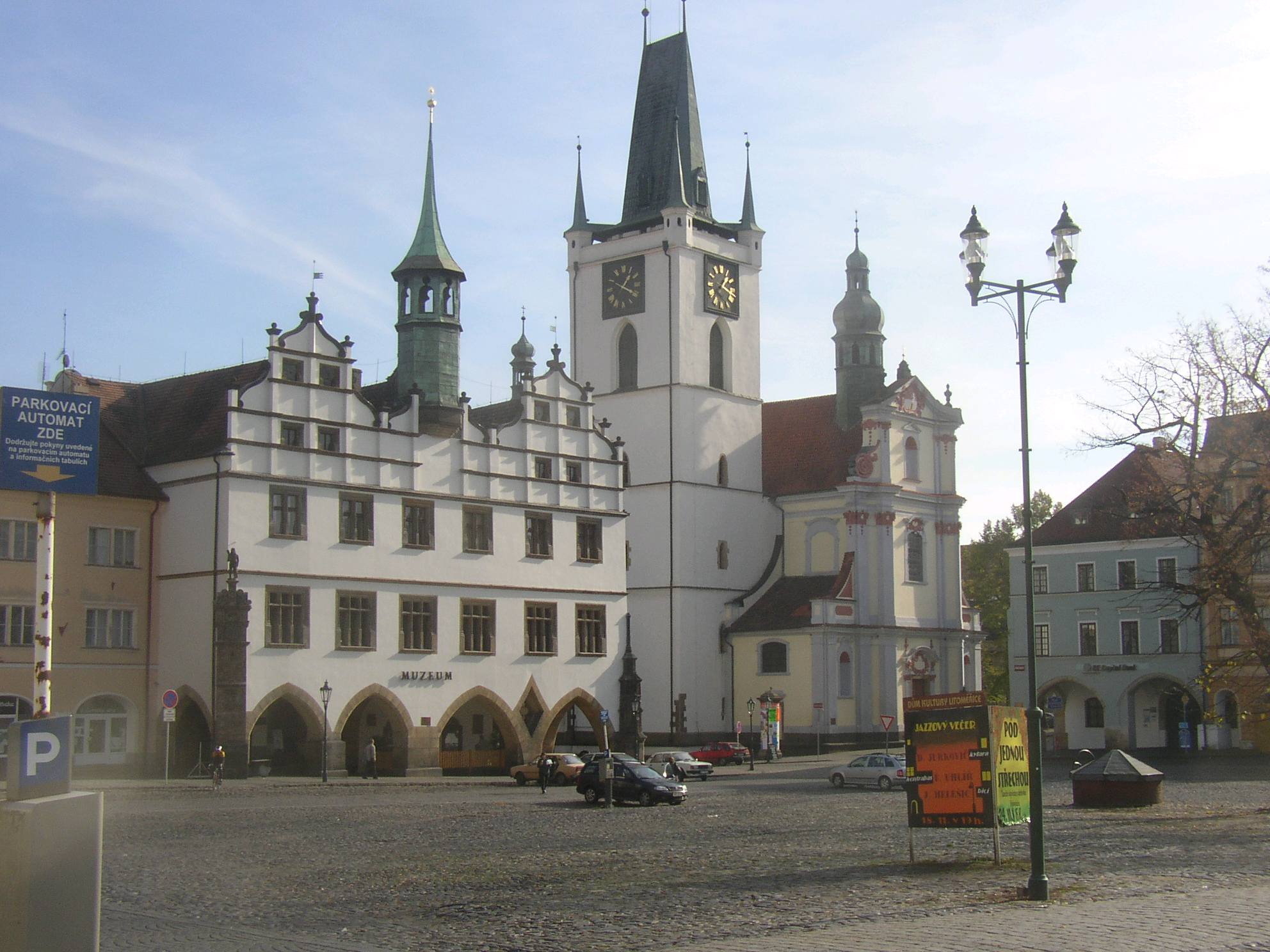
Altes Rathaus (Museum) und Allerheiligenkirche

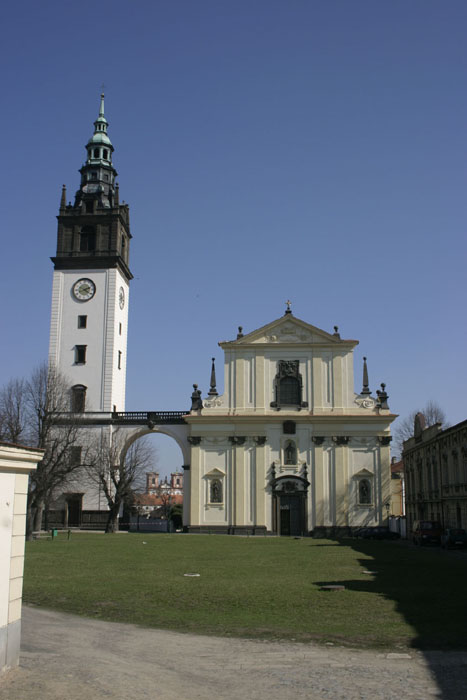
Dom St. Stephan (1681) mit freistehendem Turm (1881)

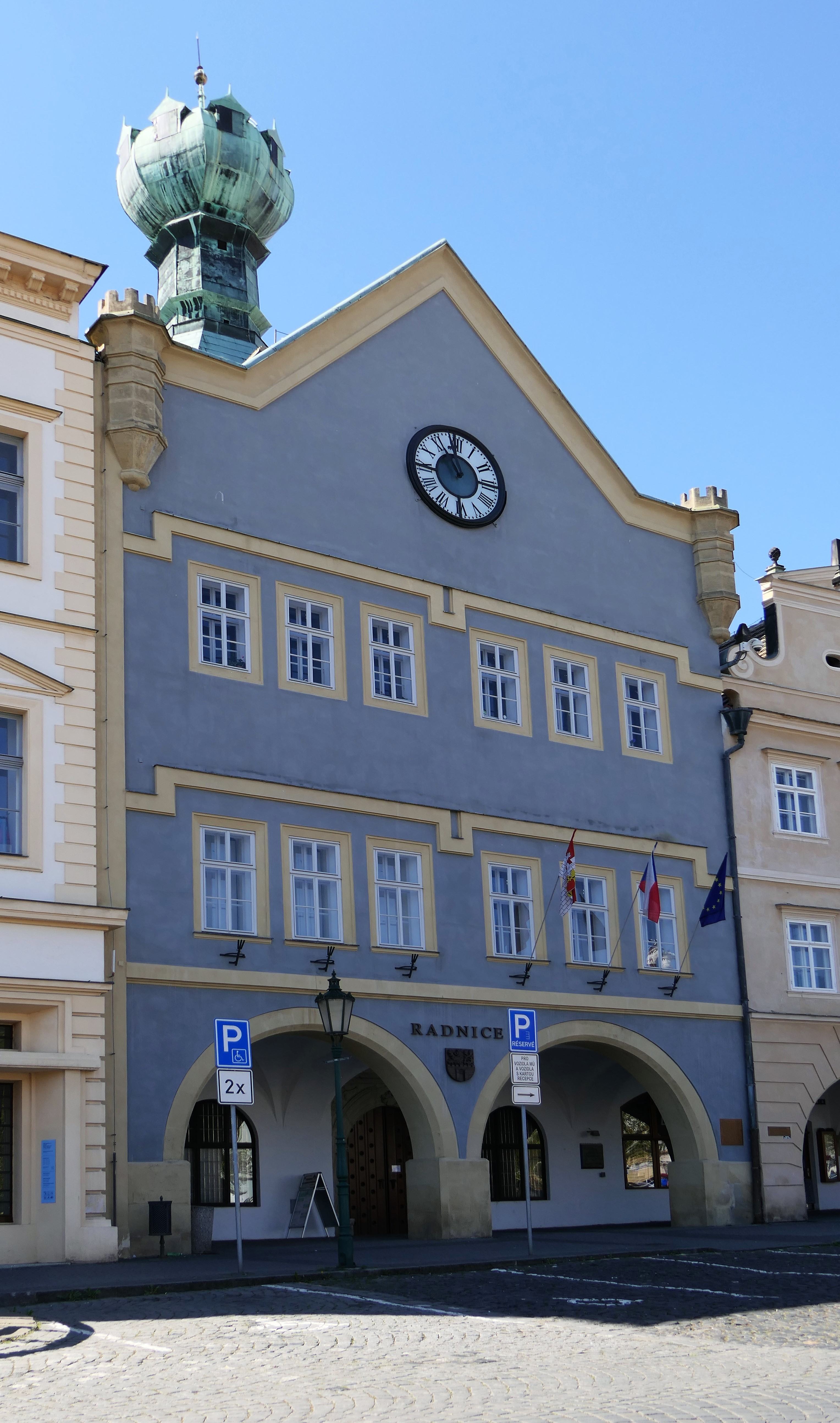
Kelchhaus, Rathaus

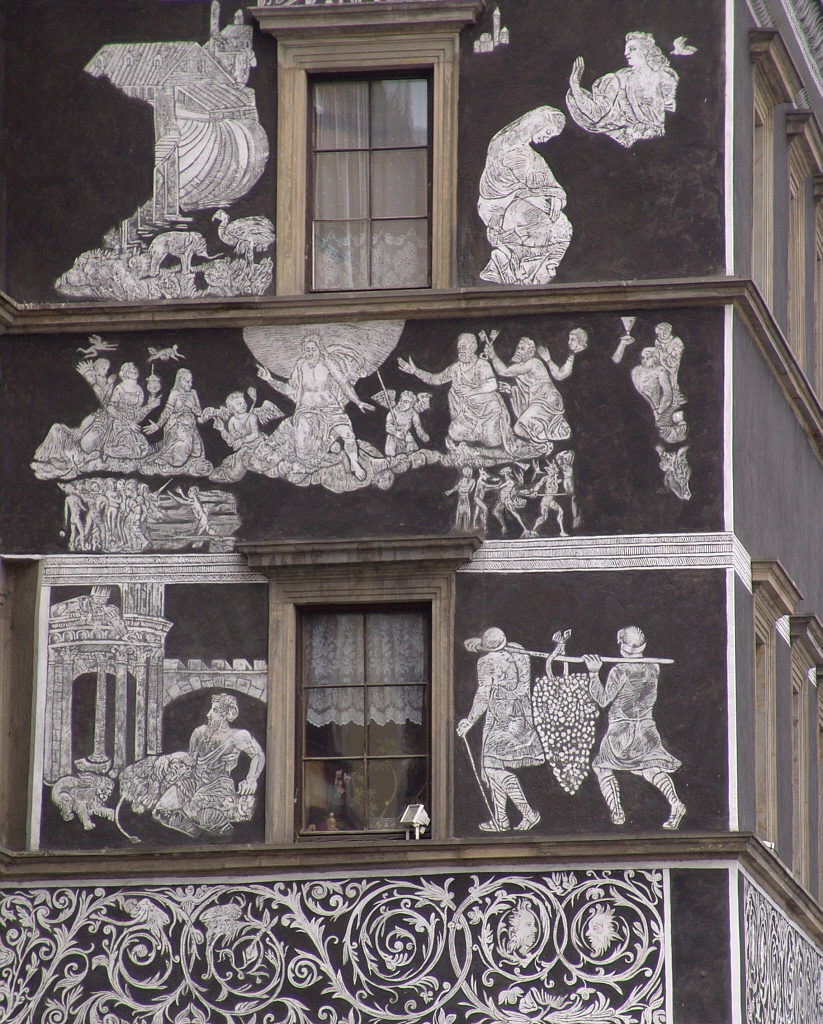
Hausfassade am Marktplatz mit Sgraffito-Verzierungen

## Geschichte

### Mittelalter
Die verkehrsgünstige Lage an einer Fährstelle über die Elbe und das verhältnismäßig milde Klima ermöglichten eine zeitige Besiedlung der Gegend, wovon etliche Bodenfunde zeugen. Im frühen Mittelalter war Leitmeritz Zentrum der slawischen Lutomericii, von denen sich auch der Name der Stadt ableitet. Bereits im 10. Jahrhundert wurde der Ort in den Herrschaftsbereich der Přemysliden integriert und zu einem befestigten Verwaltungsmittelpunkt im Norden Böhmens ausgebaut. Um 1057 errichtete Herzog Spytihněv II. die steinerne St.-Stephans-Kirche auf dem Burgberg und gründete ein ihr zugehöriges Kollegiatstift, das er mit zahlreichen Besitzungen, Einkünften (vor allem aus dem Elb-Zoll) und Rechten bedachte.
Um 1225 wurde die Stadt formell gegründet und planmäßig um einen Marktplatz auf einem Hügel gegenüber dem Burgberg angelegt. Die ersten Bürger – dem Namen nach wahrscheinlich Deutsche – erhielten Autonomie und Freiheiten nach Magdeburger Recht, für das Leitmeritz zeitweise die Funktion eines Vororts in Böhmen innehatte. Anschließend begann die Erschließung der Umgebung, indem Siedler aus dem Rheinland und von der Unterelbe angeworben wurden.
Die Stadt entwickelte sich vor allem aufgrund des florierenden Getreidehandels und der günstigen klimatischen Bedingungen, die ertragreichen Obst- und Weinbau ermöglichten, außerordentlich rasch: Neben den Stadtkirchen Allerheiligen (1235 erwähnt) und St. Laurentius (1297) entstanden klösterliche Niederlassungen der Minoriten (1233 St.-Jakobs-Kirche), der Dominikaner (1236 St.-Michaels-Kirche) und der Kreuzherren (1257 Marienkirche). Letztere unterhielten im 14. Jahrhundert auch ein Spital in Leitmeritz. Nachdem um die Mitte des 13. Jahrhunderts die Bebauung auch den Burgberg erfasste, warf ein verheerender Brand 1296 die Stadt in ihrer Entwicklung zurück. Die böhmischen Könige unterstützten in den folgenden Jahren den Wiederaufbau unter anderem durch Steuererleichterungen und die Verleihung von Stapel- und Meilenrechten.
Eine städtische Schule wurde bereits 1298 erwähnt, eine Kapitelschule gab es Mitte des 14. Jahrhunderts. Ebenfalls Mitte des 14. Jahrhunderts wurde die Stadtbefestigung erweitert, wobei eine im 13. Jahrhundert erbaute königliche Burg als der Teil dieser Befestigung integriert wird. 1348 errichtete die Bürgerschaft einen Stadtturm an der Allerheiligenkirche, 1397 wurde ein neues Rathaus erbaut. Wirtschaftliche Einbußen brachte in dieser Zeit der Verlust des Stapelrechts im Getreidehandel infolgedessen Freigabe auf der Elbe durch König Wenzel IV.

### Hussitenzeit und Reformation
In den Hussitenkriegen sympathisierte Leitmeritz anfangs mit König Sigismund. Die Hinrichtung von 17 Hussiten führte 1420 zur Belagerung der Stadt durch Jan Žižka. Um weiteren Auseinandersetzungen aus dem Weg zu gehen, aber auch um Veränderungen innerhalb der städtischen Bevölkerungsstruktur widerzuspiegeln – der tschechische Bevölkerungsanteil war ständig gestiegen und konnte sich letztlich gegen das deutsche Patriziat durchsetzen –, kam die Stadt verwaltungsmäßig zu den gemäßigten utraquistischen Prager Städten. Der deutsch-tschechische Gegensatz zeigte sich ebenso in einem kurzzeitigen Verzicht auf den Rechtszug nach Magdeburg und in der Forderung, die Deutschen von allen öffentlichen Ämtern auszuschließen, was Sigismund schließlich 1436 genehmigte.
In der zweiten Hälfte des 15. Jahrhunderts erholte sich Leitmeritz wirtschaftlich. Einnahmen brachte u. a. eine Maut, die für die Benutzung einer neu errichteten, hölzernen Elbbrücke erhoben wurde. Die wichtigen Stapel- und Meilenrechte wurden von den Königen Georg von Podiebrad und Vladislav II. bestätigt. Anfang des 16. Jahrhunderts wurde die Stadtbefestigung erneut verstärkt und umschloss jetzt 258 Häuser. Auf wirtschaftlichem und politischem Gebiet konkurrierte die Stadt nun vor allem mit benachbarten Adligen.
Die große Mehrheit der Bürgerschaft war in dieser Zeit utraquistisch eingestellt, wovon das Liederbuch der Literatenbruderschaft (1517) ein eindrucksvolles Frömmigkeitszeugnis gibt. Daneben gab es auch Katholiken und Juden. Das jüdische Viertel wurde allerdings 1541 geplündert und 1546 wurde Leitmeritz königlich privilegiert, Juden den Aufenthalt in der Stadt zu verbieten. Am Platz der jüdischen Schule errichteten die Stadtoberen ein städtisches Spital.
Die ablehnende Haltung der Stadt gegenüber der prokatholisch-habsburgischen Politik König Ferdinands I. gipfelte in der Weigerung, am Schmalkaldischen Krieg teilzunehmen. Nach der für den König siegreichen Schlacht bei Mühlberg büßte Leitmeritz dafür mit hohen Geldstrafen, der Ablieferung von Waffen, dem Verlust von wichtigen Einnahmequellen und der Einschränkung der städtischen Autonomie. Seit 1548 war der Rechtszug an das protestantische, in Reichsacht stehende Magdeburg untersagt, zuständig wurden königliche Appellationsräte auf der Prager Burg („Prager Recht“). Dennoch zeugen zahlreiche Bauten aus der zweiten Hälfte des 16. Jahrhunderts (Schwarzer Adler [ca. 1560], Kelchhaus [1570–80]) sowie die Gründung einer Lateinschule und Verbindungen zum Zentrum der Reformation Wittenberg von Reichtum und Kultur der Stadt.

### Dreißigjähriger Krieg, Rekatholisierung und Josephinische Aufklärung

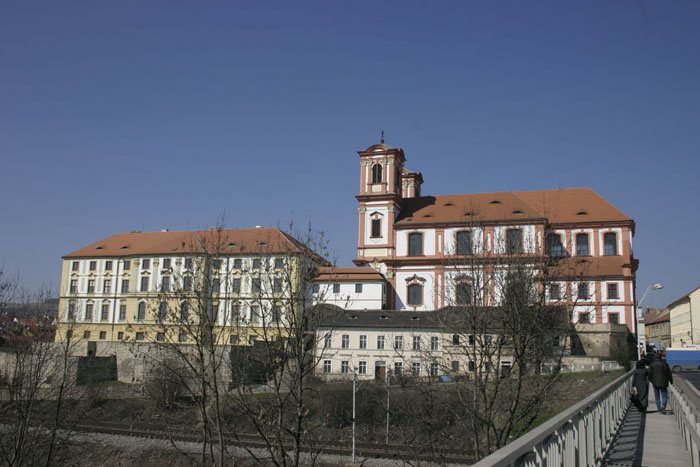
Jesuitenkolleg, ab 1810 Priesterseminar

Um die Wende zum 17. Jahrhundert war die Mehrheit der Leitmeritzer Bevölkerung lutherisch. Zusammen mit den Utraquisten und Böhmischen Brüdern stand sie entschieden auf Seite der antihabsburgischen Opposition, was in die Teilnahme am Ständeaufstand 1618–1620 mündete. Die Niederlage der Protestanten in der Schlacht am Weißen Berg führte zum erneuten Verlust von zahlreichen Privilegien und städtischem Besitz. Viele Bürger wurden enteignet und, wenn sie den Übertritt zum Katholizismus ablehnten, aus der Stadt verwiesen.
Der Dreißigjährige Krieg brachte häufig wechselnde Besatzungen – u. a. schwedische und sächsische –, die alle mit Verheerungen einhergingen. Stadt und Umgebung erlitten dramatische Bevölkerungsverluste: 1640 gab es nur noch 52 Bürger in Leitmeritz, in den städtischen Dörfern der Umgebung lediglich acht Einwohner.
Nach dem Krieg setzte eine straffe Gegenreformation ein, deren wichtigster Träger, wie an vielen anderen Orten in Böhmen, die Jesuiten waren. 1655 wurde das Bistum Leitmeritz kanonisch errichtet, dessen ersten Bischof Maximilian Rudolf von Schleinitz – zuvor letzter Propst des Kollegiatstifts – bereits 1647 Kaiser Ferdinand III. nominiert hatte. 1649 wurde ein Kapuzinerkloster gestiftet, bei dem von 1654 bis 1657 die Kirche St. Ludmilla entstand. Zwischen 1672 und 1685 entstand die Dominikanerkirche St. Michael.
Die katholische Reorganisation ging generell mit einer regen Bautätigkeit einher, für die zahlreiche Bauleute vor allem aus Italien engagiert wurden. Ab 1670 baute Giovanni Domenico Orsi de Orsini den neuen Dom St. Stephan, dem die alte Stephanskirche weichen musste. Von 1689 bis 1701 plante und realisierte Giulio Broggio die bischöfliche Residenz. Er projektierte auch zwischen 1689 und 1731 die jesuitische Marienkirche am Platz der mittelalterlichen Kreuzherrenkirche, die sein Sohn Octavio Broggio vollendete. Das zugehörige Jesuitenkollegium wurde erst 1770 und damit nur drei Jahre vor Auflösung des Ordens fertiggestellt. Octavio Broggio zeichnete auch für den Bau der Wenzelskirche von 1714 bis 1716 auf dem Domhügel und die Barockisierung der Stadtkirche 1716 verantwortlich.
Die Bevölkerung nahm seit 1650 vor allem durch Zuwanderung wieder zu, auch wenn eine Pestepidemie 1680 einen Rückschlag brachte (Pestsäule auf dem Marktplatz). Die Zahlenverhältnisse zwischen deutschen und tschechischen Einwohnern in Leitmeritz verschoben sich um die Wende zum 18. Jahrhundert immer mehr zugunsten der Deutschen, was sich u. a. darin widerspiegelte, dass die Ratsprotokolle ab 1738 in deutscher Sprache verfasst wurden.
In den kriegerischen Konflikten zwischen Preußen und Österreich im 18. Jahrhundert (u. a. im Gefolge der Schlacht bei Lobositz) litt Leitmeritz mehrfach unter militärischer Besetzung und wurde in seiner wirtschaftlichen Entwicklung beeinträchtigt. Wichtigste Einnahmequelle der Stadt blieb weiterhin der Getreidehandel nach Norden auf der Elbe. Ab 1780 brachte der Bau der nahen Festung Theresienstadt Anstöße für das Leitmeritzer Handwerk.
Die aufklärerischen Reformen Josephs II. verursachten tiefgreifende Änderungen in der Stadt. Bereits 1773 wurde der Jesuitenorden verboten, 1785 das Minoritenkloster aufgelöst, dessen Gebäude die Dominikaner bezogen. Deren Gebäude wurden wiederum zwischen 1814 und 1816 als Bezirksamt umgebaut.
1777 musste Leitmeritz seinen Grundbesitz veräußern, ab 1778 fungierten ausgebildete Beamte in der Stadtverwaltung, deren Autonomie eingeschränkt wurde. Die Rückkehr von protestantischen Glaubensflüchtlingen sowie die Einwanderung preußischer und sächsischer Bürger förderte die Verwaltung gezielt. Das Verbot für Juden, in den Mauern der Stadt zu übernachten, wurde aufgehoben.
Auf kulturellem und pädagogischem Gebiet setzten die Bischöfe Emmanuel Ernst von Waldstein, der eine von führenden Gelehrten benutzte Bibliothek einrichtete, sowie Ferdinand Kindermann von Schulstein (1790–1801) als Oberdirektor der böhmischen Normalschulen wichtige Akzente, die sich weit über Leitmeritz hinaus auswirkten.

### 19. Jahrhundert: deutsch-tschechischer Gegensatz

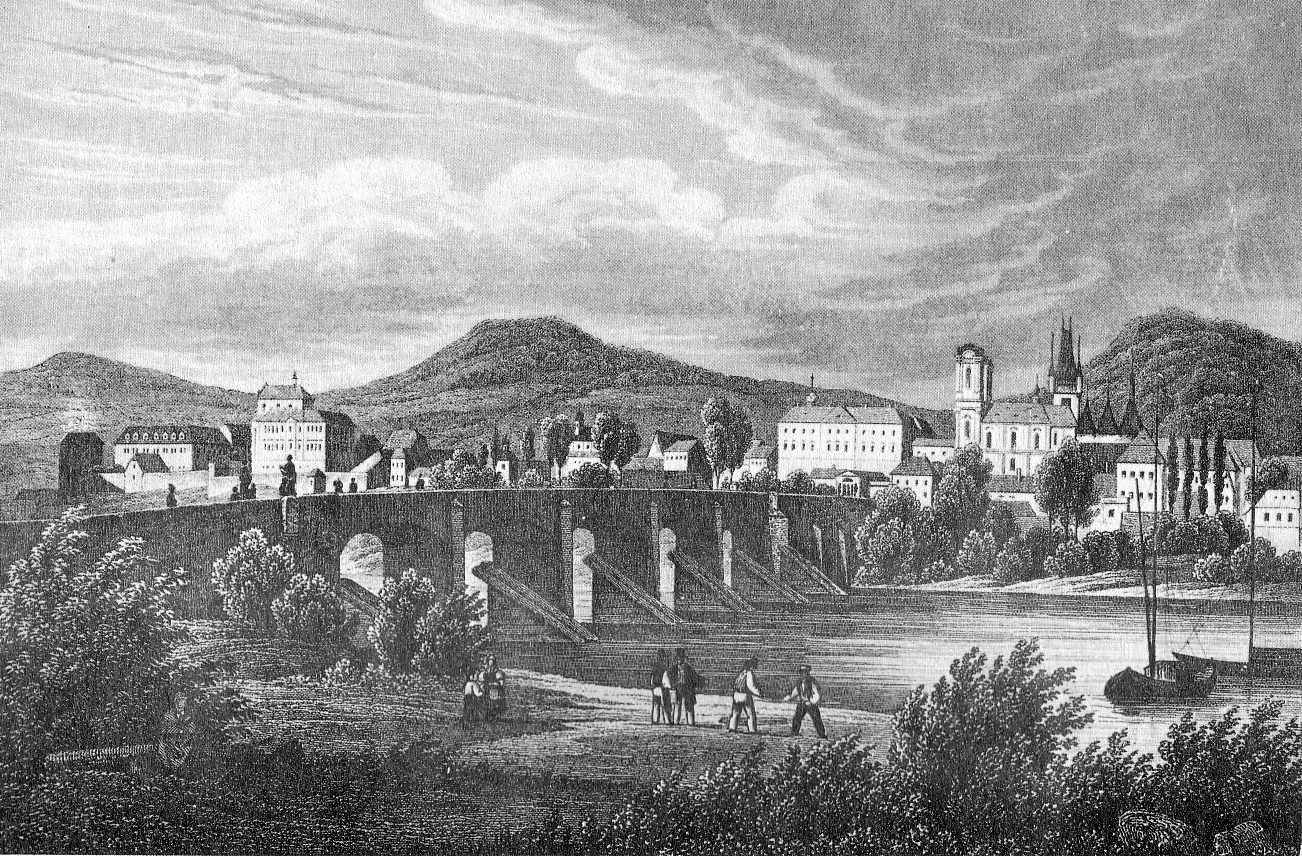
Ansicht um 1850

Nachdem die Koalitionskriege die wirtschaftliche Entwicklung von Leitmeritz Anfang des 19. Jahrhunderts erneut beeinträchtigten, brachte die sogenannte Elbschifffahrtsakte von 1821, die eine freie Schifffahrt auf dem Fluss gewährleistete, der daraus resultierende regelmäßige Dampfverkehr nach Sachsen sowie die durch Abriss der Stadtbefestigung deutlich verbesserte Verkehrssituation einen lang anhaltenden wirtschaftlichen Aufschwung: Zwischen 1787 und 1854 verdoppelte sich die Einwohnerzahl der Stadt.
Am Leitmeritzer Gymnasium wirkte 1800–1815 Josef Jungmann, der hier erstmals an böhmischen Schulen die tschechische Sprache unterrichtete. Zu dessen Schülern gehörte später an der Prager Karls-Universität auch der junge Karel Hynek Mácha, der 1836 in Leitmeritz starb. Das 1822 gebaute Theater ist nach ihm benannt.
Die revolutionären Ereignisse von 1848/49 schürten einerseits die großdeutsche Stimmung der deutsch-böhmischen Einwohnerschaft, was sich in der Gründung zahlreicher deutscher Vereine und Zeitungen widerspiegelte; Leitmeritz stellte einen Abgeordneten in der Frankfurter Paulskirche. Andererseits gewannen auch die tschechisch-national gesinnten Bewohner Einfluss auf das kulturelle Leben der Stadt: 1860 traf man sich an Máchas Grab, 1848 und 1868 richtete man nationale Feiern auf dem Říp aus, denen 1862 ein deutsches Turnfest zu Ehren von Joseph Emanuel Hilscher gegenüberstand. Diese Ausdrucksformen eines zunehmenden Gegeneinanderwirkens von Deutschen und Tschechen wiederholten sich 1898 anlässlich des Jubiläums der genannten Ereignisse. An Bildungsanstalten standen in Leitmeritz eine theologische Lehranstalt, ein Obergymnasium, eine Oberrealschule und Bildungsanstalten für Lehrer und Lehrerinnen zur Verfügung. Im 19. Jahrhundert wurden am Gymnasium und an der Oberrealschule jährlich je etwa 500 deutsche und tschechische Schüler aus Leitmeritz und Umgebung unterrichtet.  Die deutsche Seite wandte sich 1880 sowohl gegen die Eröffnung einer tschechischen Schule als auch 1912 gegen deren öffentliche Anerkennung.
Von der stürmischen industriellen Entwicklung Böhmens blieb Leitmeritz weitgehend unberührt und verharrte als Standort von Handwerk, Verwaltung, Schulen und Garnisonen (Stab des k.u.k. IX. Armeekorps sowie Stab, I. und II. Bataillon des k.u.k. Landwehr Infanterie Regiments Nr. 9). 1858/59 wurde eine hochwassersichere eiserne Brücke über die Elbe errichtet, 1874 erhielt die Stadt durch die Österreichische Nordwestbahn (ÖNWB) Anschluss an das entstehende Eisenbahnnetz.
Zu Zeiten der Habsburgermonarchie galt die Stadt als beliebtes Pensionisten-Paradies, da das Klima der Gegend das mildeste Böhmens ist. Dieses ermöglicht auch den Weinbau an den Elbhängen sowie die ertragreiche Landwirtschaft (u. a. Obstbau) der Umgebung. Um 1900 gab es in Leitmeritz neben anderen Lehranstalten eine Ackerbau-, Obst- und Weinbauschule sowie diverse mittelständische Produktionsbetriebe.

### 20. Jahrhundert

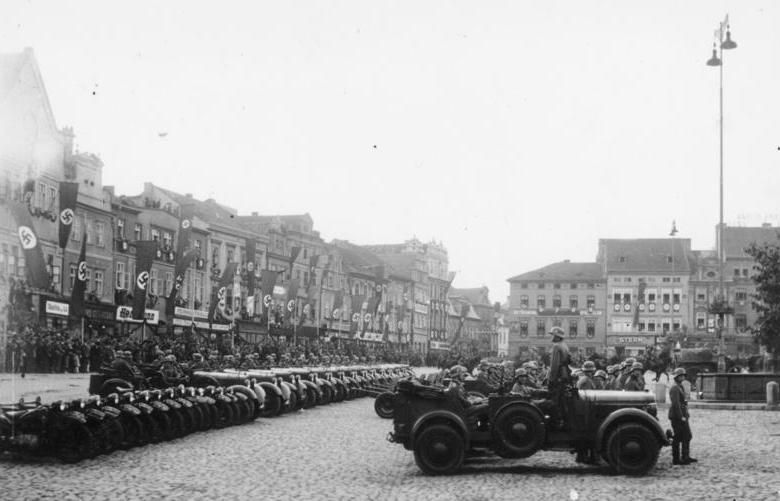
Paradeaufstellung deutscher Truppen auf dem Leitmeritzer Marktplatz, Hakenkreuzfahnen an den Gebäuden (12. Oktober 1938), Aufnahme aus dem Bundesarchiv

Die mehrheitlich deutschböhmische Bevölkerung der Stadt antwortete auf die Proklamation der Tschechoslowakischen Republik mit einer Selbstständigkeitserklärung der Deutschen in Böhmen, die in Leitmeritz eine Nationalversammlung bildeten. Am 11. Dezember 1918 beendete das rasche militärische Vorgehen der tschechoslowakischen Armee alle deutschen Ambitionen. Bei den Kommunalwahlen von 1919 errangen die deutschen bürgerlichen Parteien, die auch in der Folge den Bürgermeister stellten, die Mehrheit.
Das deutsch-tschechische Verhältnis blieb weiterhin angespannt und emotionalisierte sich ab 1930 zusehends, die tschechoslowakischen Behörden antworteten mit Entlassungen und Verboten. Auf deutschböhmischer Seite gewann die Sudetendeutsche Partei unter Konrad Henlein großen Einfluss, im Juni 1938 gewann sie bei der Kommunalwahl 24 von 36 Mandaten.
Nach dem Münchner Abkommen wurde Leitmeritz 1938 vom NS-Staat annektiert. Mehr als 5.000 Tschechen und tschechoslowakische Einrichtungen verließen die Stadt. Leitmeritz war von 1939 bis 1945 Sitz des Landkreises Leitmeritz, Regierungsbezirk Aussig, im Reichsgau Sudetenland und Sitz des Oberlandesgerichtes Leitmeritz.
Zwischen März 1944 und Mai 1945 gab es in der Nähe der Stadt das KZ-Außenlager Leitmeritz des Konzentrationslagers Flossenbürg. Es entstand eine unterirdische Rüstungsproduktion (U-Verlagerung Richard) im etwa 2,5 Kilometer nordwestlich des Stadtzentrums gelegenen Stollensystem eines aufgelassenen Kalksteinbergwerks. Etwa 4.500 der rund 18.000 KZ-Häftlinge starben. 1964 wurden diese Stollen als kerntechnisches Endlager Richard in Betrieb genommen; das Endlager soll noch bis 2070 weiter betrieben werden.
Den Zweiten Weltkrieg überstand der Gebäudebestand der Stadt fast unbeschädigt. Auf Grund der Beneš-Dekrete wurden die meisten deutschböhmischen Einwohner der Stadt 1945 und in den Folgejahren enteignet und vertrieben.
Die sozialistische Verwaltung setzte in der traditionell bürgerlichen Stadt auf kleinere und mittelgroße staatliche Betriebe, die auf den landwirtschaftlichen Charakter der Umgebung ausgerichtet waren. Während einerseits moderne Siedlungsblöcke am Stadtrand entstanden, bewahrte man andererseits den denkmalgeschützten Stadtkern und renovierte dort auf vorbildliche Art und Weise zahlreiche Gebäude.

## Bevölkerung
Bevölkerungsentwicklung bis 1945
| Jahr | Einwohner | Anmerkungen                                                                                 |
| ---- | --------- | ------------------------------------------------------------------------------------------- |
| 1787 | 02.830    |                                                                                             |
| 1830 | 03.952    | in 571 Häusern                                                                              |
| 1831 | 03.988    | in 563 Häusern (Altstadt und acht Vorstädte, in der Altstadt 2010 Einwohner in 260 Häusern) |
| 1854 | 06.068    |                                                                                             |
| 1857 | 07.438    | am 31. Oktober                                                                              |
| 1880 | 10.854    | davon 9263 Deutsche und 1417 Tschechen                                                      |
| 1890 | 11.342    | davon 10.004 Deutsche                                                                       |
| 1900 | 13.075    | davon 11.532 Deutsche und 1329 Tschechen                                                    |
| 1910 | 15.421    | davon 13.165 Deutsche und 2034 Tschechen                                                    |
| 1921 | 16.988    | davon 11.015 Deutsche und 5066 Tschechen                                                    |
| 1930 | 18.498    | davon 10.878 Deutsche, 6485 Tschechen und 143 Juden                                         |
| 1939 | 15.472    | davon 1603 Evangelische, 13.397 Katholiken, 84 sonstige Christen und 31 Juden               |

Bevölkerungsentwicklung nach Ende des Zweiten Weltkriegs
(Stand: 31.12. des jeweiligen Jahres)
| Jahr | Einwohner |
| ---- | --------- |
| 1947 | 14.421    |
| 1950 | 13.796    |
| 1960 | 14.782    |
| 1970 | 19.999    |
| 1980 | 24.362    |

| Jahr | Einwohner |
| ---- | --------- |
| 1990 | 26.765    |
| 2000 | 25.417    |
| 2010 | 23.462    |
| 2020 | 23.623    |
| 2022 | 23.124    |

## Städtepartnerschaften
- Litoměřice pflegt seit 2001 partnerschaftliche Beziehungen zu Fulda (Deutschland), eine Patenschaft besteht schon seit 1961. In Fulda hat auch der Heimatkreisverband Leitmeritz als Organisation der Vertriebenen seinen Sitz.
- Es besteht eine Partnerschaft mit dem elbabwärts gelegenen Meißen (Deutschland)
- Calamba City (Philippinen)

## Sehenswürdigkeiten und Kultur

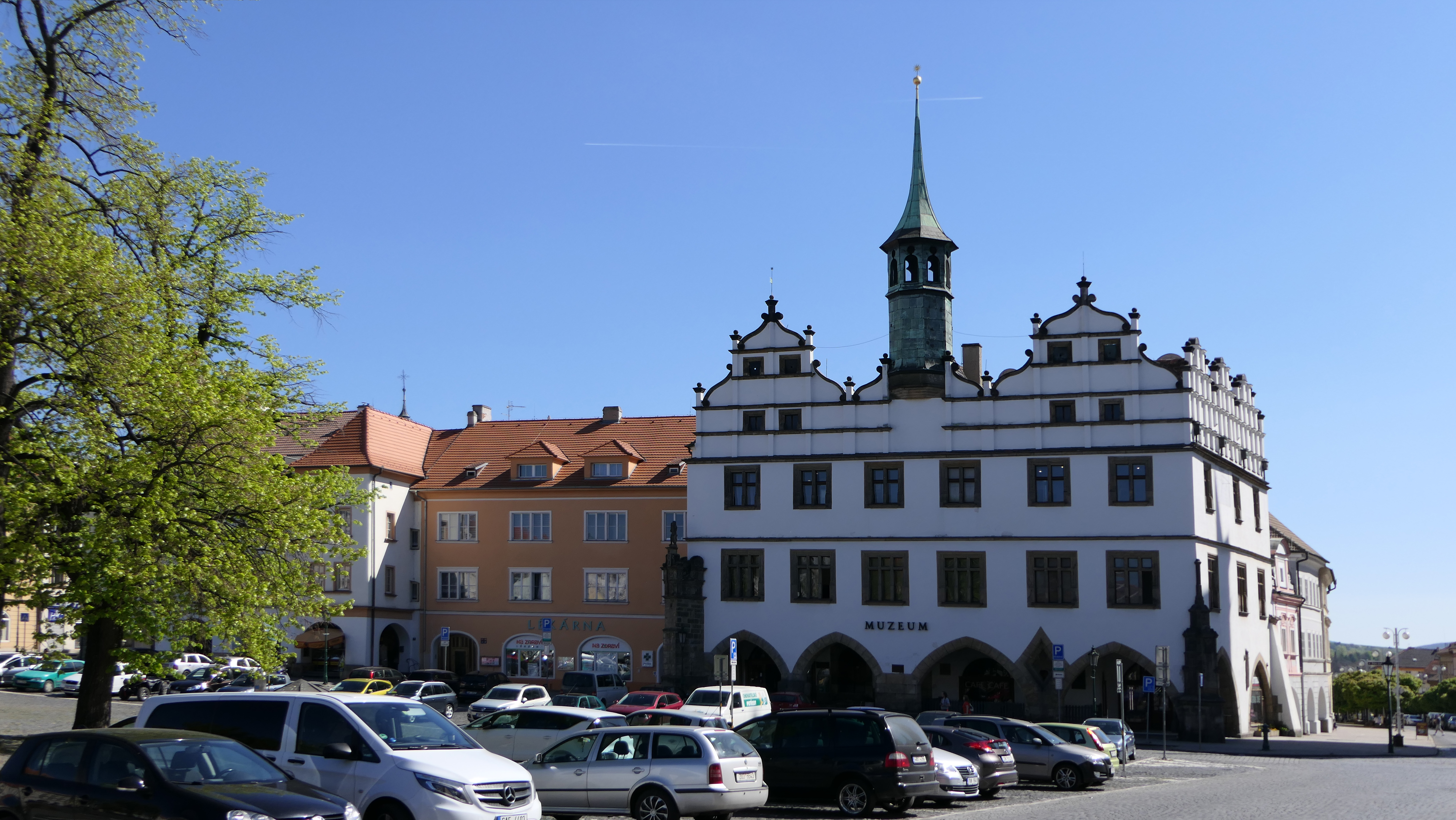
Altes Rathaus – heute Museum

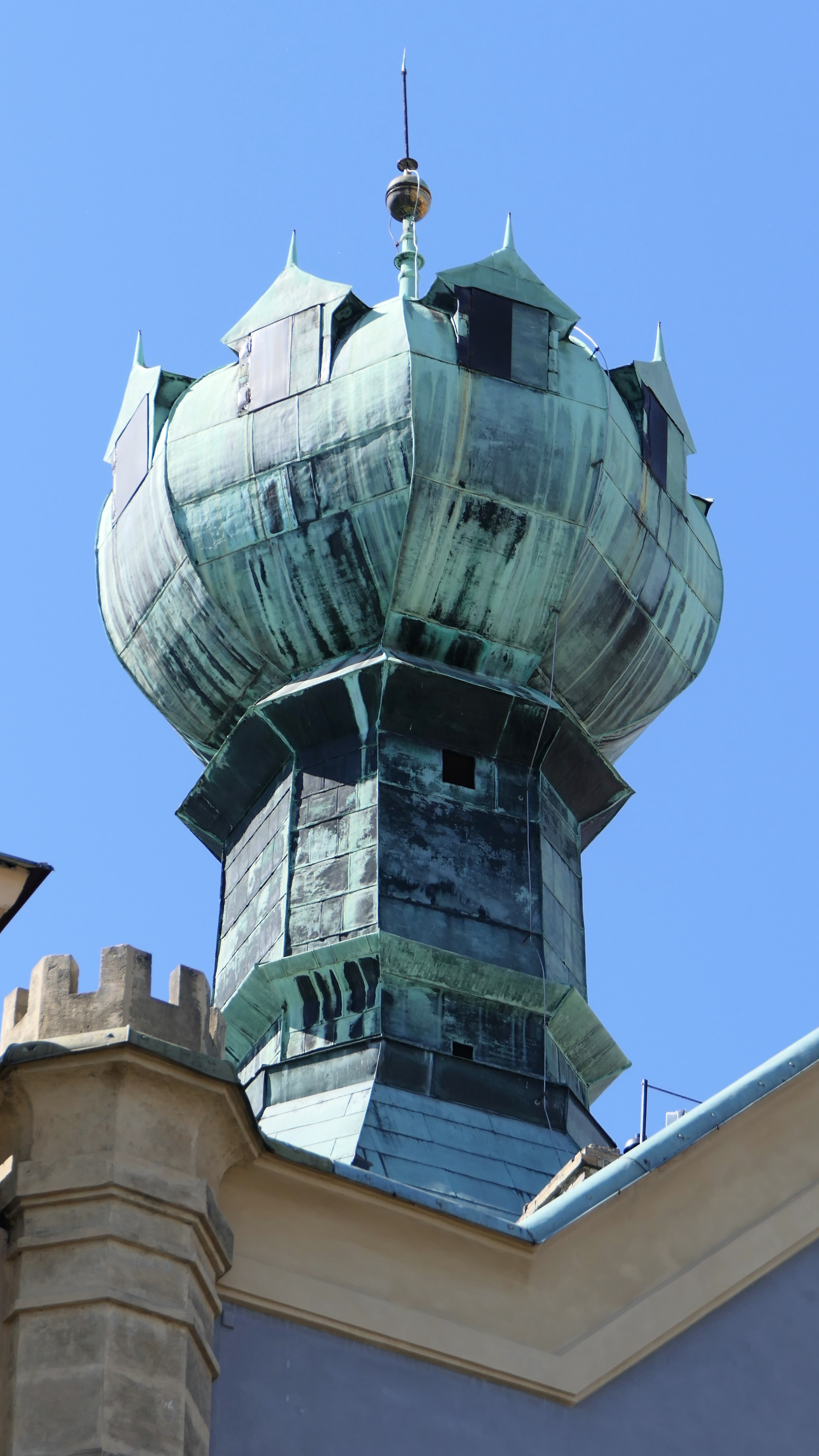
Hussitenkelch auf dem Kelchhaus – Symbol der Stadt

- Stadtplatz, leicht unregelmäßige rechteckig, 1,8 Hektar (75–90 m × 180–195 m) groß. Dort stehen die architektonisch bedeutsamsten Gebäude der Stadt.
  - Altes Rathaus, im gotischen Stil erbaut. Auf einer Säule befindet sich eine seltene mythologische Darstellung, die Plastik eines wilden Mannes, irrtümlich als Roland-Figur gedeutet. Heute Heimatmuseum.
  - Kelchhaus (ehemaliges Salzamt) mit Hussitenkelch auf dem Dach. Heute Sitz des Stadtrates (Rathaus)
  - Stadtturm, ältestes Bauwerk der Stadt, mit der Stadtkirche Allerheiligen
  - der Schwarze Adler und das Broggio-Haus
- St.-Stephans-Dom auf dem Domhügel, zählt zu den herausragenden Gebäuden der Stadt. Im Dombezirk befindet sich der Bischofssitz der Diözese Leitmeritz, die sich etwa von Liberec im Osten bis Klášterec nad Ohří im Westen erstreckt.
- Jesuitenkirche (Kunstgalerie), Dominikanerkirche, Kapuzinerkirche, Adalbertikirche und Wenzelskirche und eine evangelische Kirche
- Stadttheater, im 19. Jahrhundert gegründet
- Synagoge, stand einst in der Laurenzigasse (siehe auch Jüdischer Friedhof (Litoměřice))
- Gymnasium, vom böhmischen Architekten Josef Mocker projektiert
- Naturschutzgebiet Bílé stráně

## Wirtschaft
In Leitmeritz existierte von 1720 bis 2002 die Bürgerliche Brauerei. Die Elbschlossbrauerei, gegründet 1858, war schon 1939 aufgegeben und in ein Großkühlhaus für Gemüse umfunktioniert worden. In den 1890er Jahren entstand die Lederfabrik Plunder & Pollak in Eisendörfel.
Im Ortsteil Předměstí hat das Bauunternehmen Chládek & Tintěra seinen Sitz.

## Verkehr

### Eisenbahn
- Bahnstrecke 072 Lysá nad Labem–Litoměřice město–Ústí nad Labem západ (Bahnstrecke Kolín–Děčín)
- Bahnstrecke 087 Lovosice–Litoměřice cihelna–Litoměřice horní nádraží–Česká Lípa (ehemalige Nordböhmische Transversalbahn)

In diesem Zusammenhang gibt es auch eine Bahnbrücke über die Elbe.

### Schiffsverkehr
Litoměřice besitzt einen kleinen Passagierhafen, an dem die Elb-Kreuzfahrtschiffe anlegen.

### ÖPNV
Seit Mai 2018 ist der ÖPNV in Litoměřice für alle Nutzer kostenfrei.